# Maison Folksam
La maison Folksam (en suédois : Folksamhuset) est un édifice du quartier de Södermalm à Stockholm en Suède,,,.

## Description
Folksamhuset est un immeuble de bureaux de 27 étages situé à Skanstull à l'adresse Bohusgatan 14. 
Sa construction s'est achevée en 1960 et est depuis le siège de la compagnie d'assurance Folksam (sv). 
L'édifice a été conçu par les architectes Yngve Tegnér et Nils Einar Eriksson. 
Selon le Musée municipal de Stockholm, Folksamhuset fait partie de l'intérêt national du centre-ville de Stockholm et est « un élément indispensable de la silhouette de Stockholm en tant qu'expression du choix des années 1950 et 1960 de mettre en valeur les institutions socialement bénéfiques ».
La Maison des Sports (sv) est désormais installée dans une partie inférieure du complexe immobilier.

## Publicité légère
En 2015, la publicité lumineuse de Folksamhuset a été nommée pour le prix de l'Enseigne Lumineuse de l'Année. Le jury a justifié sa décision : « Tout en haut de Folksamhuset, une lumière blanche se diffuse dans la nuit de Stockholm grâce aux 351 fenêtres ingénieusement conçues de la façade. Au sud, au même moment, Folksam brille d'un bleu clair. La lumière qui couronne Folksamhuset depuis 1960 est à la fois publicité et architecture lumineuse, une combinaison exquise. »

## Galerie

Bâtiment
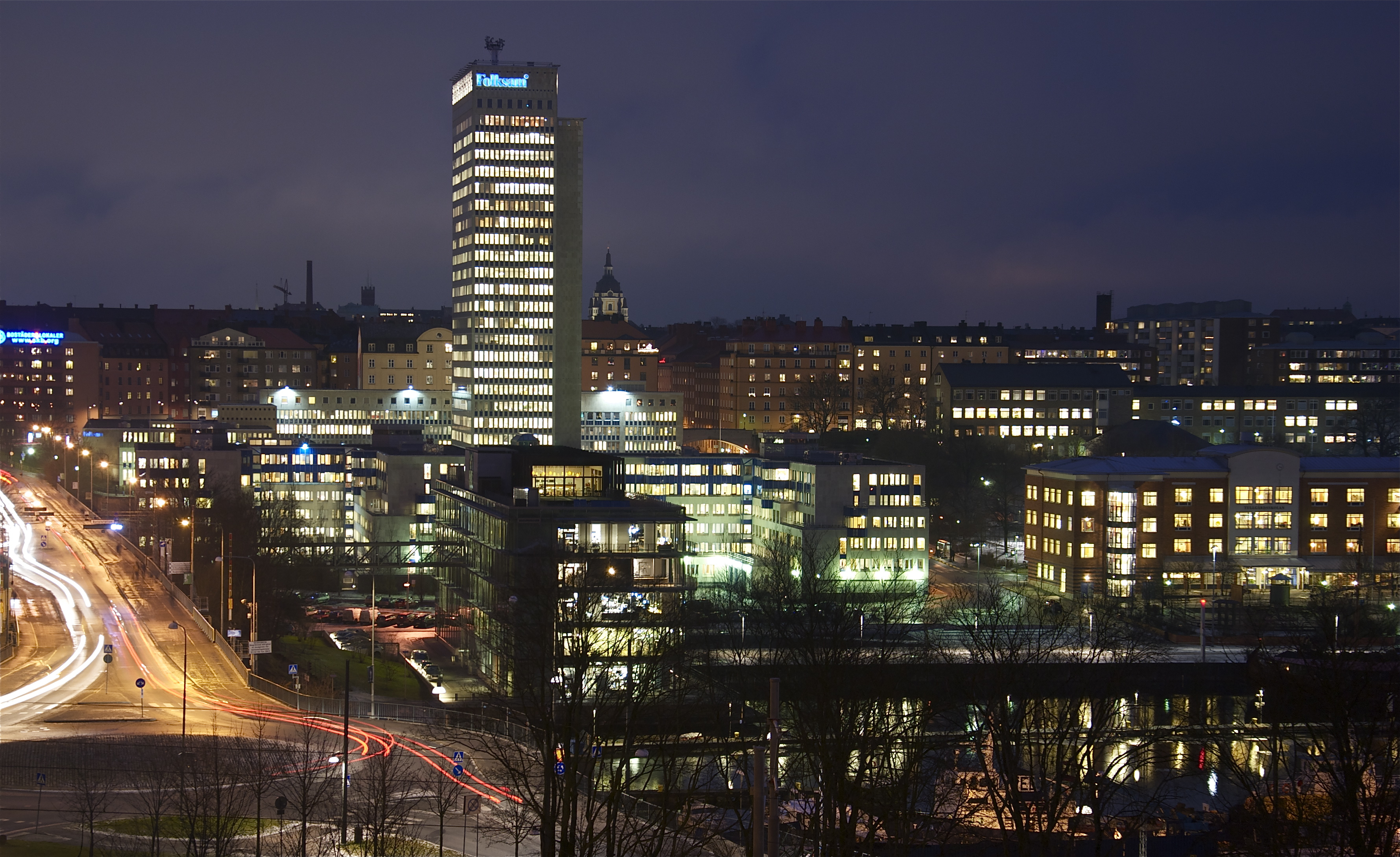
Vue du sud.
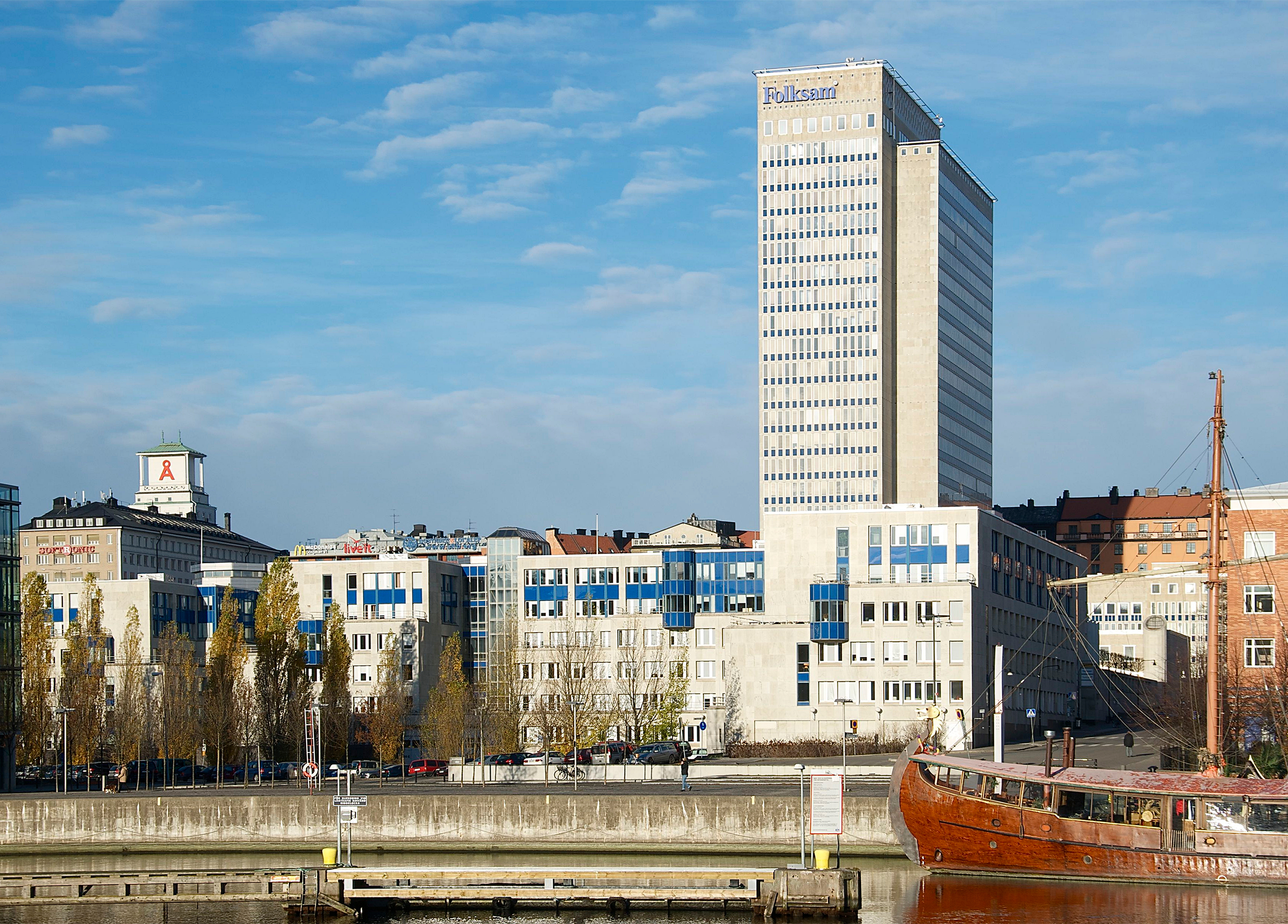
Vue de l'est.
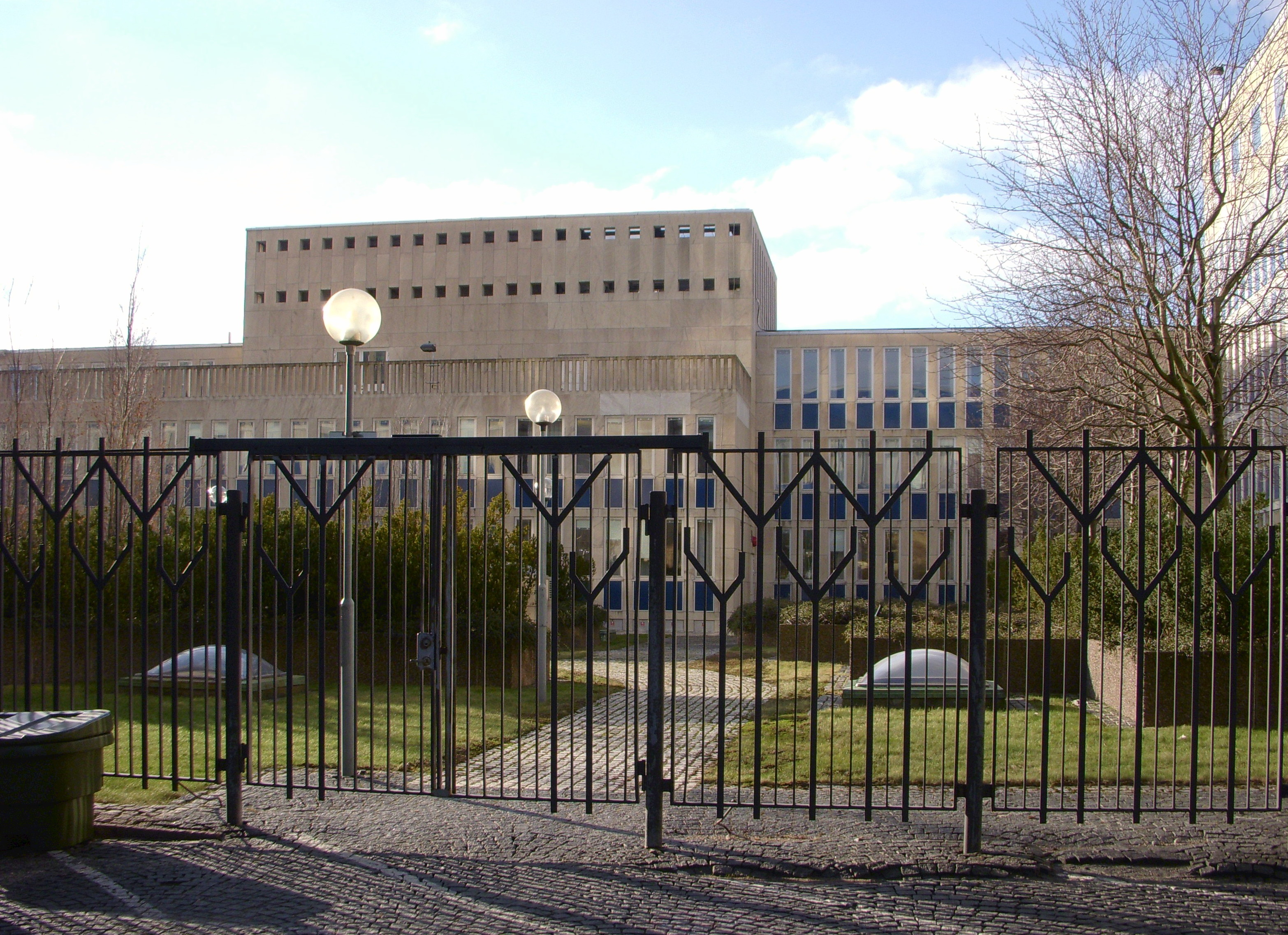
La cour.
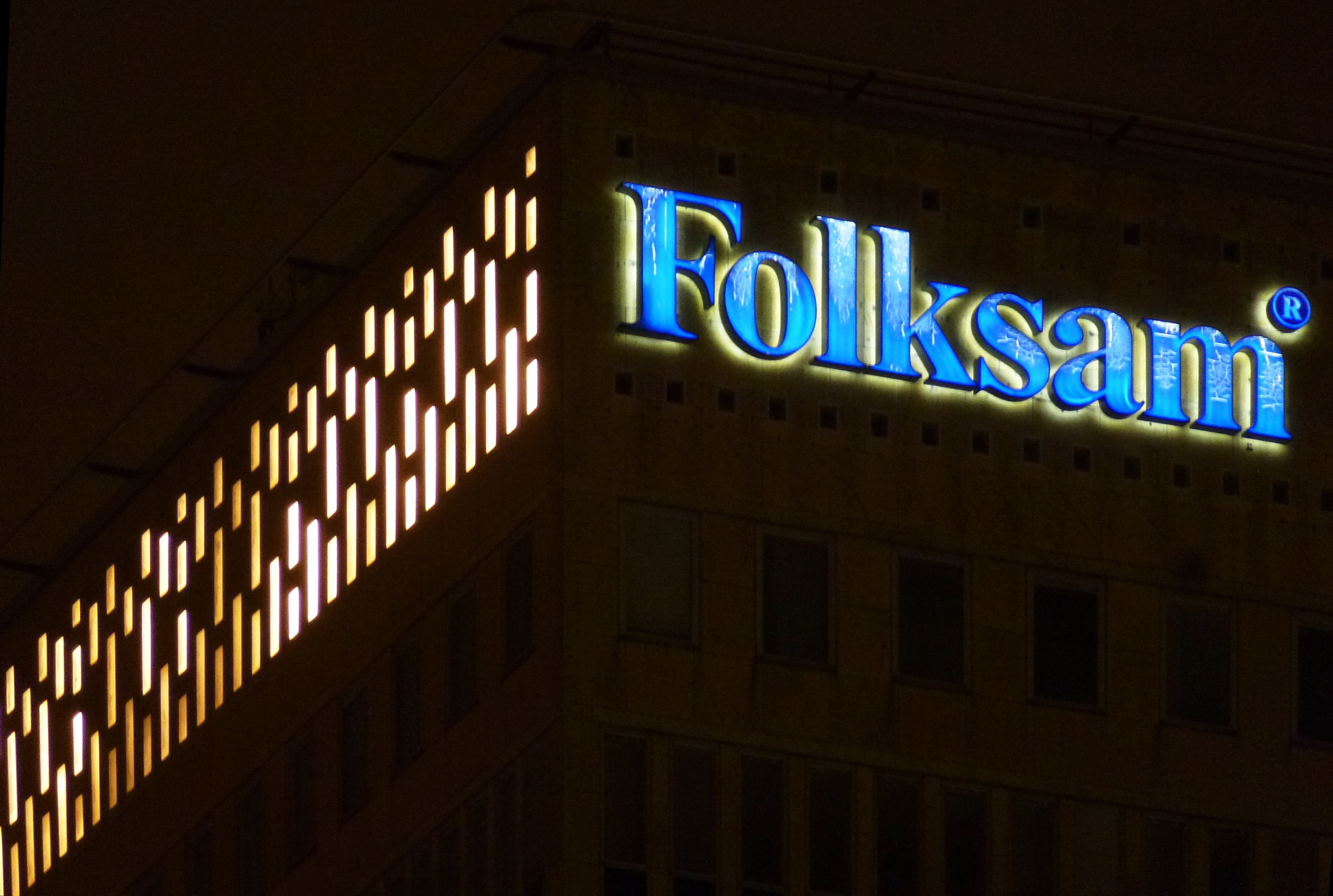
Le panneau lumineux au sommet.

Interieur
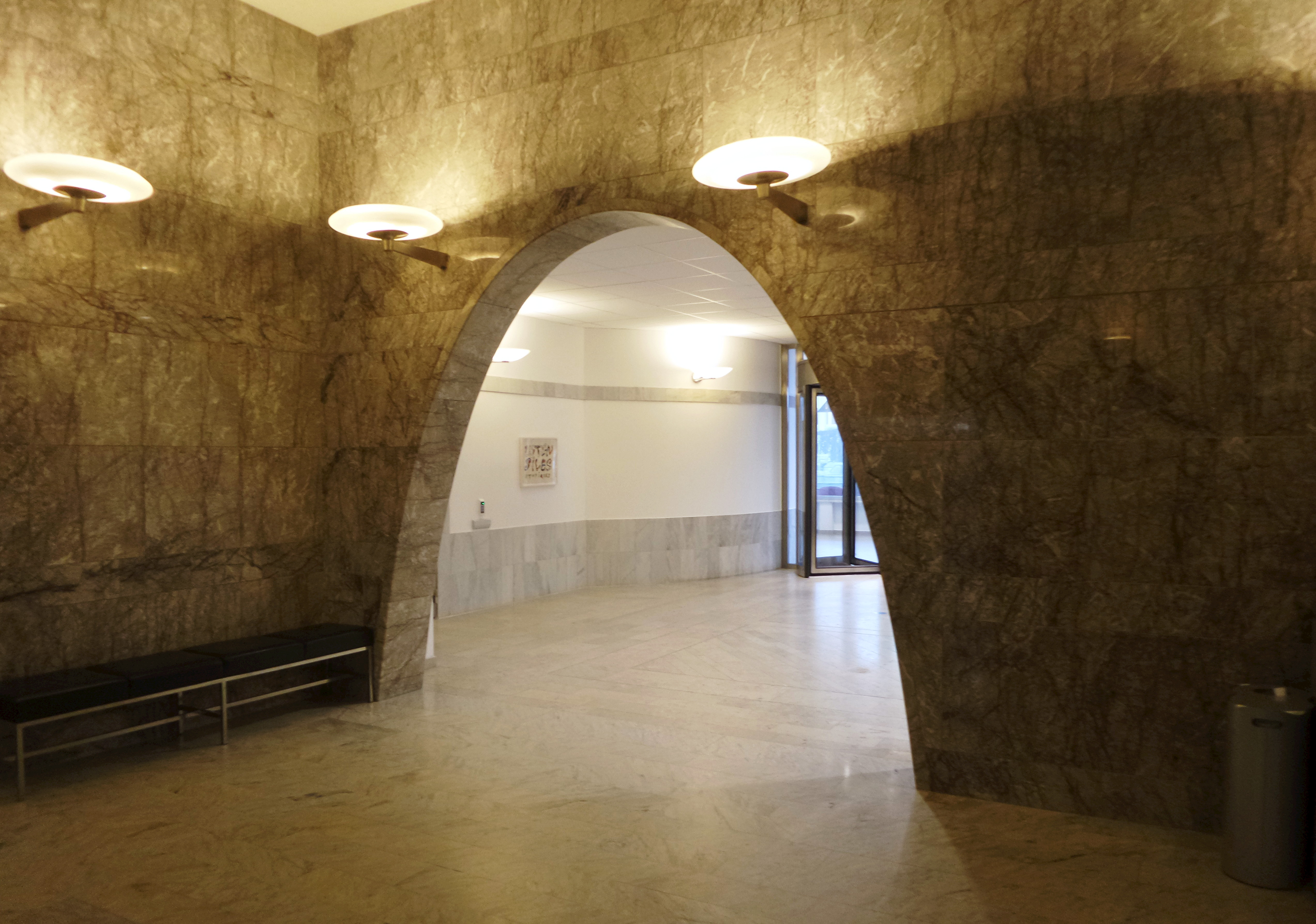
Hall d'entrée
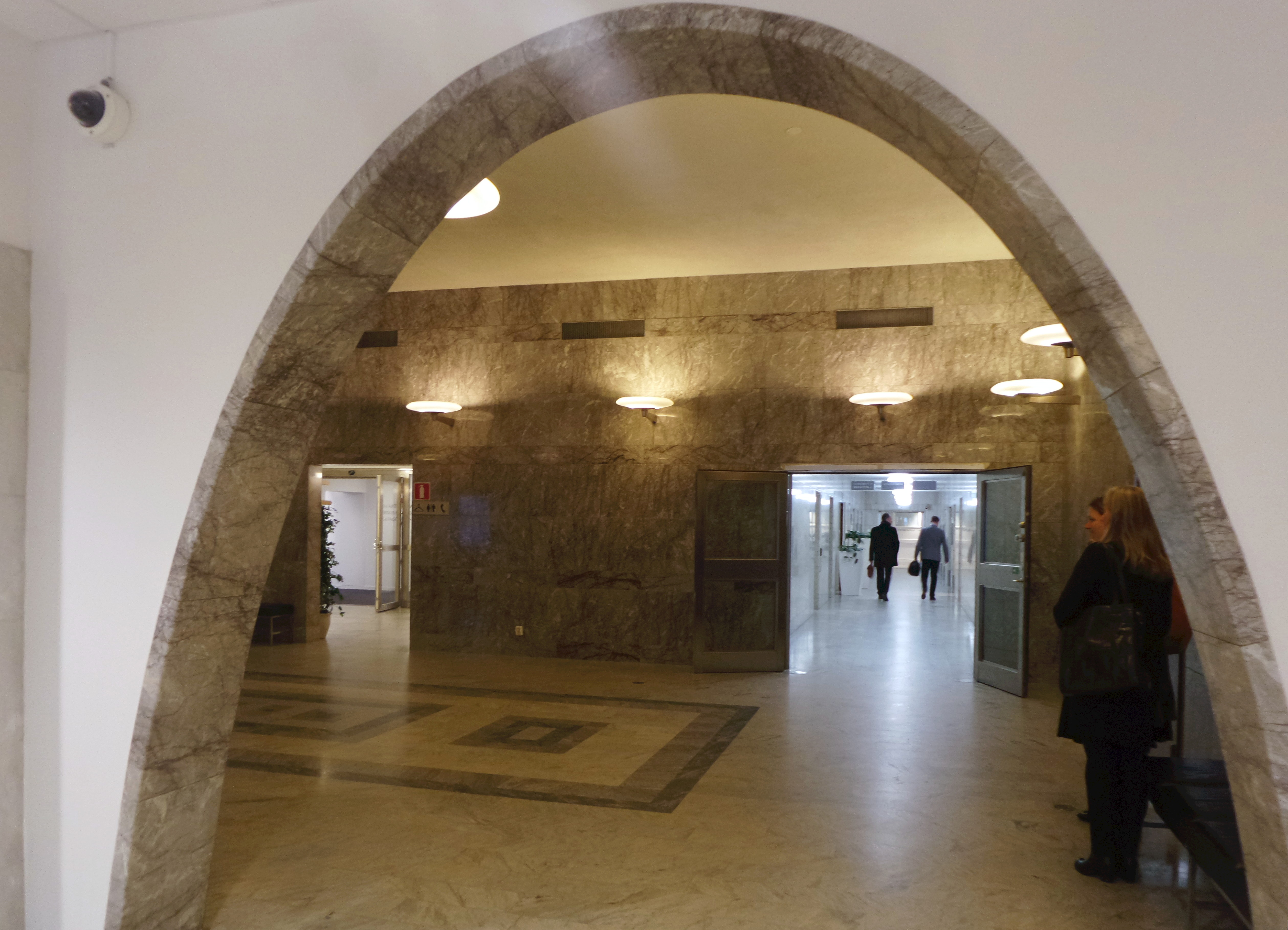
Hall d'entrée
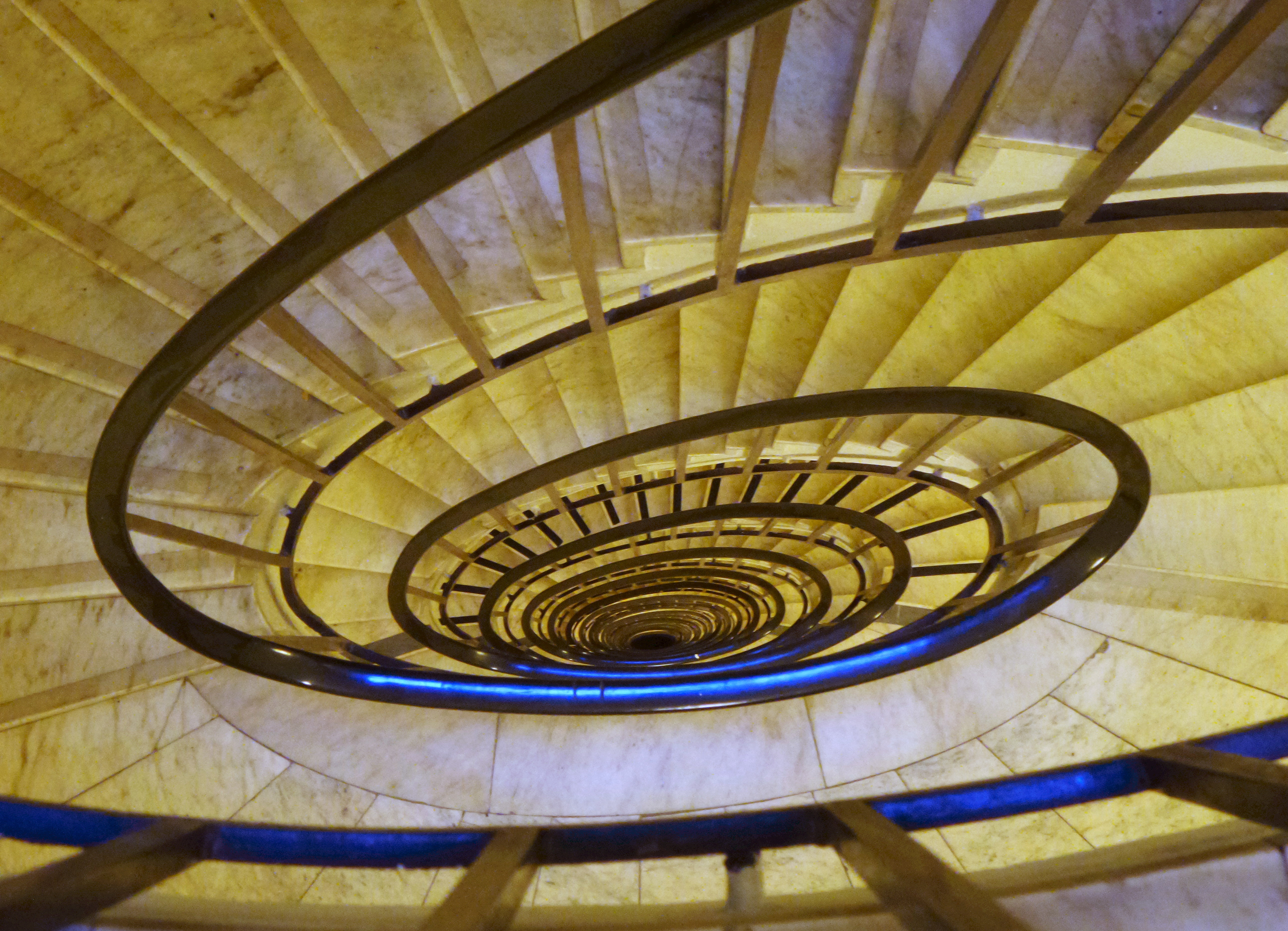
L'escalier en colimaçon
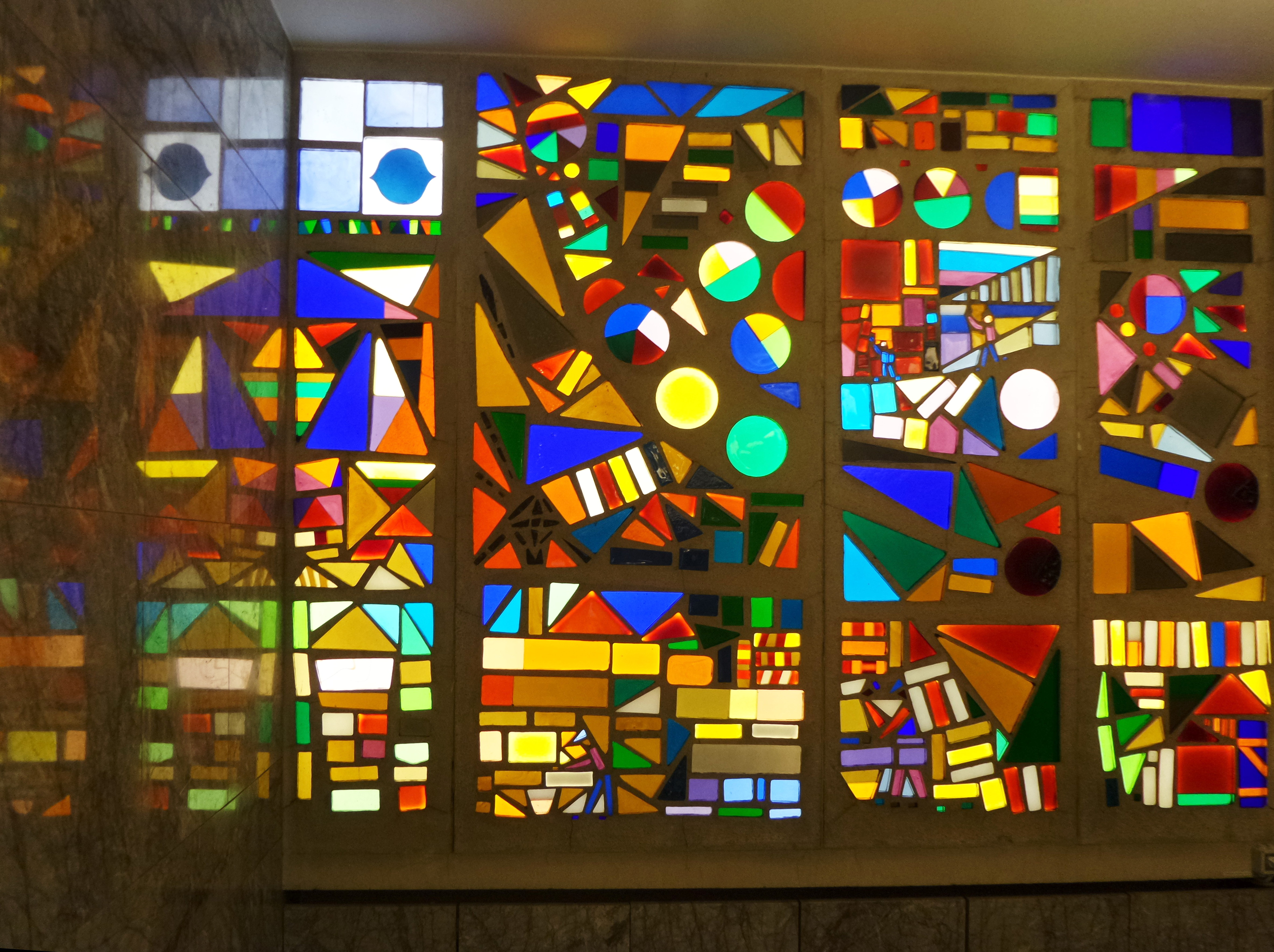
Mosaïque dans le hall des ascenseurs